# John W. Ratcliff
John W. Ratcliff (* 1961) ist ein amerikanischer Videospieleprogrammierer und -designer, der vor allem für die Entwicklung von 688 Attack Sub und SSN-21 Seawolf bekannt ist.

## Leben
John Ratcliff begann seine Karriere als Softwareentwickler und schrieb Lernsoftware sowie Computerprogramme zur Unterstützung der Herz-Kreislauf-Forschung am St. Louis University Hospital. Gemeinsam mit John A. Obershelp entwickelte er 1988 den Ratcliff/Obershelp-String-Matching-Algorithmus, auch bekannt als Gestalt Pattern Matching, um Lernsoftware zu verbessern.
Gemeinsam mit dem Spieleverlag Electronic Arts entwickelte er 1987 eines der ersten 256-Farben-MCGA-Spiele, 688 Attack Sub. Einige Jahre später folgte eine Fortsetzung mit dem Titel SSN-21 Seawolf und 1997 veröffentlichte er das Spiel Scarab.
Sein jüngster veröffentlichter Titel war als leitender Spieleengine-Programmierer für PlanetSide, veröffentlicht von Sony Online Entertainment.
Ratcliff wird auch in Car & Driver (1992) und MechWarrior 2: 31st Century Combat (1995) erwähnt.
Ratcliff ist weiterhin ein aktives Mitglied der Spieleentwicklungs-Community und war Autor bei Zeitschriften wie Dr. Dobb’s Journal. 2006 arbeitete er für Ageia Technologies, wo er Open-Source-Tools und -Technologie bereitstellte, um die Integration von Physik-Engines in Spiele zu erleichtern. Ratcliff ist auch ein häufiger Referent auf Branchenkonferenzen mit Schwerpunkt auf Computertechnologie und Algorithmen.
Ratcliff gründete auch ein Diskussionsforum, dâs er als Parodie auf das evangelikal-fundamentalistische Christian Apologetics and Research Ministry (CARM) Atheist Apologetics Research Ministry nannte, welches trotz seines Namens weder den Atheismus noch irgendeine bestimmte Philosophie förderte, sondern vielmehr versuchte, einen größeren Spielraum bei Diskussionen zuzulassen als die Foren des CARM. Im Dezember 2006 übergab er das Forum einem anderen Benutzer.

## Spiele
- 688 Attack Sub, 1989
- Car & Driver, 1992
- SSN-21 Seawolf, 1994
- MechWarrior 2: 31st Century Combat, 1995
- Scarab, 1997
- PlanetSide 2003

## Schriften
- John W. Ratcliff und David Metzener: Pattern Matching: The Gestalt Approach, Dr. Dobb’s Journal, Seile 46, Juli 1988